# Episodi de I bambini del dottor Jamison (seconda stagione)
La seconda stagione della serie televisiva I bambini del dottor Jamison è stata trasmessa in anteprima negli Stati Uniti d'America dalla NBC tra il 21 settembre 1973 e il 29 marzo 1974.
| nº | Titolo originale          | Titolo italiano                | Prima TV USA      | Prima TV Italia |
| -- | ------------------------- | ------------------------------ | ----------------- | --------------- |
| 1  | Dr. Chaffee, I Presume    |                                | 21 settembre 1973 |                 |
| 2  | The Camp Doctor           |                                | 28 settembre 1973 |                 |
| 3  | Austin Moves In           |                                | 5 ottobre 1973    |                 |
| 4  | The Pineapple League      |                                | 12 ottobre 1973   |                 |
| 5  | Inflation                 | Il lavoro segreto              | 19 ottobre 1973   |                 |
| 6  | Sean, the Allergist       | L'incidente del dottor Chaffee | 26 ottobre 1973   |                 |
| 7  | Sean the Swinger          |                                | 2 novembre 1973   |                 |
| 8  | Sunday, Fishy Sunday      |                                | 9 novembre 1973   |                 |
| 9  | The Big Build-Up          |                                | 16 novembre 1973  |                 |
| 10 | Uncle Timothy             |                                | 23 novembre 1973  |                 |
| 11 | Double Date               |                                | 30 novembre 1973  |                 |
| 12 | Doctor Take Five          |                                | 7 dicembre 1973   |                 |
| 13 | The Thunderball Syndicate |                                | 21 dicembre 1973  |                 |
| 14 | Here Comes the What?      | Oggi ci si sposa               | 11 gennaio 1974   |                 |
| 15 | Sean, the Dad             |                                | 18 gennaio 1974   |                 |
| 16 | Make Room for Sean        |                                | 25 gennaio 1974   |                 |
| 17 | Play It Again, Sean       | Riprovaci Sam                  | 1º febbraio 1974  |                 |
| 18 | The Ultra Marine          |                                | 15 febbraio 1974  |                 |
| 19 | Sean-Do, the Magician     |                                | 22 febbraio 1974  |                 |
| 20 | The Titanic Sails Again   |                                | 1º marzo 1974     |                 |
| 21 | No Man Is an Atoll        |                                | 8 marzo 1974      |                 |
| 22 | A Star Is Sean            | Oggi si gira                   | 15 marzo 1974     |                 |
| 23 | Classmates                | Specchi a buon mercato         | 29 marzo 1974     |                 |